# Complicación (medicina)
Una complicación en la medicina, o complicación médica, es un resultado desfavorable de una enfermedad, condición de salud o tratamiento. Las complicaciones pueden afectar negativamente el pronóstico o el resultado de una enfermedad. Las complicaciones generalmente implican un empeoramiento de la gravedad de la enfermedad o el desarrollo de nuevos signos, síntomas o cambios patológicos que pueden extenderse por todo el cuerpo y afectar a otros sistemas orgánicos. Por lo tanto, las complicaciones pueden conducir al desarrollo de nuevas enfermedades como resultado de una enfermedad previamente existente. También pueden surgir complicaciones como resultado de varios tratamientos. 
El desarrollo de complicaciones depende de una serie de factores, incluido el grado de vulnerabilidad, susceptibilidad, edad, estado de salud y estado del sistema inmunitario. El conocimiento de las complicaciones más comunes y graves de una enfermedad, procedimiento o tratamiento permite la prevención y la preparación para el tratamiento en caso de que ocurran. 
Las complicaciones no deben confundirse con las secuelas, que son efectos residuales que ocurren después de la fase aguda (inicial, más grave) de una enfermedad o lesión. Las secuelas pueden aparecer temprano en el desarrollo de la enfermedad o semanas o meses después y son el resultado de la lesión o enfermedad inicial. Por ejemplo, una cicatriz resultante de una quemadura o disfagia resultante de un accidente cerebrovascular se consideraría secuelas. Además, las complicaciones no deben confundirse con las comorbilidades, que son enfermedades que ocurren simultáneamente pero que no tienen asociación causal. 

## Enfermedades comunes y complicaciones

### Complicaciones iatrogénicas
Los errores médicos pueden clasificarse en las siguientes categorías:
- Medicación: los errores médicos de la medicación incluyen prescripción incorrecta, entrega defectuosa o adherencia inadecuada. El proceso de prescripción de medicamentos es un proceso complejo que se basa en la transferencia precisa de información a través de varias partes. Los métodos de prevención incluyen un mayor uso de prescripción electrónica, dosificación de unidades de preenvasado y garantizar la alfabetización médica entre los pacientes.
- Quirúrgico: los errores médicos relacionados con la cirugía pueden estar relacionados con la anestesia, pero a menudo incluyen errores de procedimiento en el lugar equivocado y en el paciente equivocado. Las medidas preventivas incluyen el seguimiento y la doble verificación del protocolo quirúrgico estandarizado antes, durante y después de los procedimientos. Los protocolos quirúrgicos universales incluyen la verificación de la identidad del paciente y el marcado adecuado del sitio.
- Diagnóstico: los errores de diagnóstico incluyen diagnósticos erróneos, diagnósticos incorrectos y sobre diagnóstico. Los errores de diagnóstico a menudo son el resultado de las características del paciente y el sesgo del médico.
- Interfaz de máquina: los errores en esta categoría se refieren a errores en la interacción humana con herramientas o máquinas. Los errores relacionados con la máquina pueden reducirse mediante la estandarización y la clara diferenciación en el diseño de productos.
- Transición y traspaso: Los errores en esta categoría pueden ocurrir de persona a persona o de sitio a sitio durante la transferencia, y pueden gestionarse adhiriéndose a los protocolos de traspaso adecuados.
- Factores humanos, trabajo en equipo y comunicación: los errores en esta categoría resaltan el impacto de la cultura y las relaciones en la comunicación. Estos conceptos pueden desempeñar un papel en otras categorías de errores médicos. Las medidas preventivas incluyen el cultivo de una "cultura de seguridad" que incluye la creación de un ambiente en el que las personas se sientan cómodas discutiendo preocupaciones, comentarios y errores sin temor a ser castigados.  Imagen de un catéter urinario, una causa común de infecciones asociadas a la atención médica.

Imagen de un catéter urinario, una causa común de infecciones asociadas a la atención médica.

- Infecciones asociadas a la atención médica (HAI): las HAI son complicaciones de tratamientos generales que involucran microorganismos o infecciones virales y son causadas más comúnmente por dispositivos permanentes (catéteres urinarios, vías centrales) o procedimientos quirúrgicos previos.[4] Los microbios comunes involucrados en las HAI son Escherichia coli, Proteus mirabilis,[5] y Clostridium difficile. La medida preventiva más efectiva es la higiene de manos.[6]

### Complicaciones cardiovasculares

#### Fibrilación auricular
La fibrilación auricular es un tipo de arritmia caracterizada por ritmos cardíacos rápidos e irregulares debido a la activación auricular irregular por el nodo auriculoventricular (AV). En la patogenia de la fibrilación auricular, no hay bombeo efectivo de sangre hacia la circulación pulmonar o sistémica desde el ventrículo izquierdo del corazón. Los ventrículos izquierdo y derecho (cámaras inferiores del corazón) no se llenan correctamente debido a la contracción irregular de las aurículas izquierda y derecha (cámaras superiores del corazón). 
Un paciente con fibrilación auricular puede experimentar síntomas de fatiga, mareos o aturdimiento, palpitaciones cardíacas, dolor en el pecho y dificultad para respirar. El corazón no bombea sangre de manera efectiva a la vasculatura pulmonar o sistémica, y hace que la sangre permanezca dentro de las cavidades del corazón. La acumulación de sangre en el corazón debido a la fibrilación auricular puede causar y aumentar el riesgo de desarrollar un trombo (coágulo de sangre). El trombo también puede convertirse en una embolia (coágulo de sangre móvil) y viajar a la circulación sistémica. La fibrilación auricular se asocia con un aumento en el riesgo de sufrir un derrame cerebral, especialmente si el émbolo viaja al cerebro. 
Otros ejemplos
- La trombosis en el corazón o el cerebro, que causa un accidente cerebrovascular o un infarto agudo de miocardio, puede ser una complicación de los trastornos de la coagulación sanguínea, flebitis[10] (inflamación de las venas), endocarditis[11] y válvulas cardíacas artificiales.[12]

### Complicaciones metabólicas

#### Diabetes mellitus
La diabetes mellitus, también conocida simplemente como diabetes, es un trastorno de la regulación de los niveles de glucosa en sangre (un tipo común de azúcar). Hay dos tipos de diabetes mellitus crónica: tipo I y tipo II. Ambos conducen a niveles anormalmente altos de glucosa en la sangre ya que el cuerpo no puede absorber adecuadamente el azúcar en los tejidos. La diabetes requiere un monitoreo constante de por vida de la ingesta de alimentos, los niveles de azúcar en la sangre y la actividad física. La diabetes mellitus puede presentar una serie de complicaciones en una etapa avanzada o más grave, como: 
- Enfermedad cardiovascular. Los adultos con diabetes son significativamente más propensos a morir de enfermedad cardíaca que aquellos sin diabetes.[13] La diabetes está asociada con factores de riesgo para diversas enfermedades cardiovasculares, como obesidad, resistencia a la insulina, contenido alto de colesterol y triglicéridos en la sangre y presión arterial alta. Estas condiciones aumentan el riesgo de trombosis, aterosclerosis (bloqueo de arterias coronarias que conduce a un suministro inadecuado de oxígeno a partes del corazón) e hipertensión que puede conducir a infarto de miocardio, enfermedad coronaria (CAD) y otros.
- Neuropatía diabética. La hiperglucemia puede eventualmente causar daño a los nervios en las extremidades distales (neuropatía periférica), muslos y caderas (neuropatía radiculoplexus), cara (mononeuropatía) y órganos internos (neuropatía autónoma).[14] Los síntomas iniciales pueden presentarse como entumecimiento, hormigueo, dolor, debilidad muscular, pérdida de reflejos o funciones corporales adecuadas, y muchos otros.
- Nefropatía diabética. Cantidades excesivas de ciertos solutos que pasan a través de los riñones por períodos prolongados pueden causar daño renal.[15] La nefropatía diabética se caracteriza específicamente por niveles anormalmente altos de excreción de albúmina urinaria. Esto afecta aproximadamente al 40% de los pacientes con diabetes tipo I o tipo II.[16]
- Retinopatía diabética. La diabetes crónica o prolongada de tipo I y tipo II puede provocar daños en los vasos sanguíneos de la retina debido a la hiperglucemia (exceso de glucosa en sangre). El daño y el bloqueo de los vasos provoca microaneurismas, desgarros y fugas de líquido en la parte posterior del ojo. Esto eventualmente puede conducir a un crecimiento anormal de los vasos sanguíneos, daño a los nervios o acumulación de presión excesiva en el ojo. Los síntomas inicialmente se presentan como visión borrosa, pero pueden conducir a complicaciones más graves como ceguera, glaucoma, desprendimiento de retina y hemorragia vítrea.[17]
- Daño en el pie. La diabetes mellitus puede conducir a un flujo sanguíneo vascular deficiente a las extremidades. La lesión del pie con flujo sanguíneo inadecuado puede progresar a úlceras e infectarse. Las personas con neuropatía diabética pueden no notar el daño[18] y pueden desarrollar gangrena[19] (necrosis tisular debido a un suministro sanguíneo inadecuado).  Comúnmente conocido como "pie diabético", las heridas y úlceras son una complicación común de los niveles elevados de azúcar en la sangre en la diabetes.

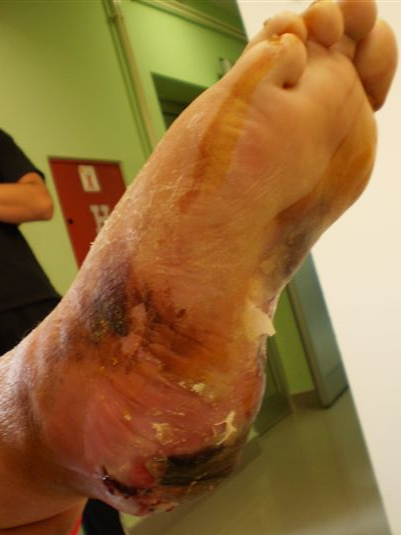
Comúnmente conocido como "pie diabético", las heridas y úlceras son una complicación común de los niveles elevados de azúcar en la sangre en la diabetes.

- Condiciones de la piel.[20] La insensibilidad a la insulina en el caso de la diabetes tipo II puede causar aumentos prolongados en la insulina en sangre. La insulina normalmente se une a los receptores de insulina, pero en cantidades excesivas puede unirse a los receptores del factor de crecimiento similar a la insulina (IGF) en el tejido epitelial. Esto puede causar una proliferación excesiva de queratinocitos y fibroblastos.[21] Esto se presenta como acantosis nigricans, un engrosamiento y oscurecimiento de áreas de la piel como las axilas, cuellos, manos y cara.[22] Otras afecciones de la piel incluyen dermopatía diabética, esclerosis digital, xantomatosis eruptiva y otras.

### Complicaciones neurológicas/psiquiátricas
- La encefalopatía hepática es una posible complicación de la cirrosis hepática.[23]
- La discapacidad intelectual, física y del desarrollo significativa son complicaciones comunes de la hidrocefalia no tratada.[24]
- El suicidio es una complicación común de muchos trastornos y afecciones que constantemente afectan negativamente la vida de una persona, como el trastorno depresivo mayor,[25] trastorno de estrés postraumático,[26] esquizofrenia,[27] trastornos de ansiedad,[28] o abuso de sustancias.
- Las complicaciones de los medicamentos ambulatorios son muy comunes y muchos pacientes experimentan preocupación o incomodidad debido a ellos.[29]
- Reacción paradójica a una droga; es decir, una reacción que es lo opuesto al propósito previsto de la droga. Un ejemplo son las benzodiacepinas, una clase de drogas psicoactivas consideradas tranquilizantes menores con diversos efectos hipnóticos, sedantes, ansiolíticos, anticonvulsivos y relajantes musculares; paradójicamente, también pueden crear hiperactividad, ansiedad, convulsiones, etc. en individuos susceptibles.[30]

### Complicaciones reproductivas

#### El embarazo

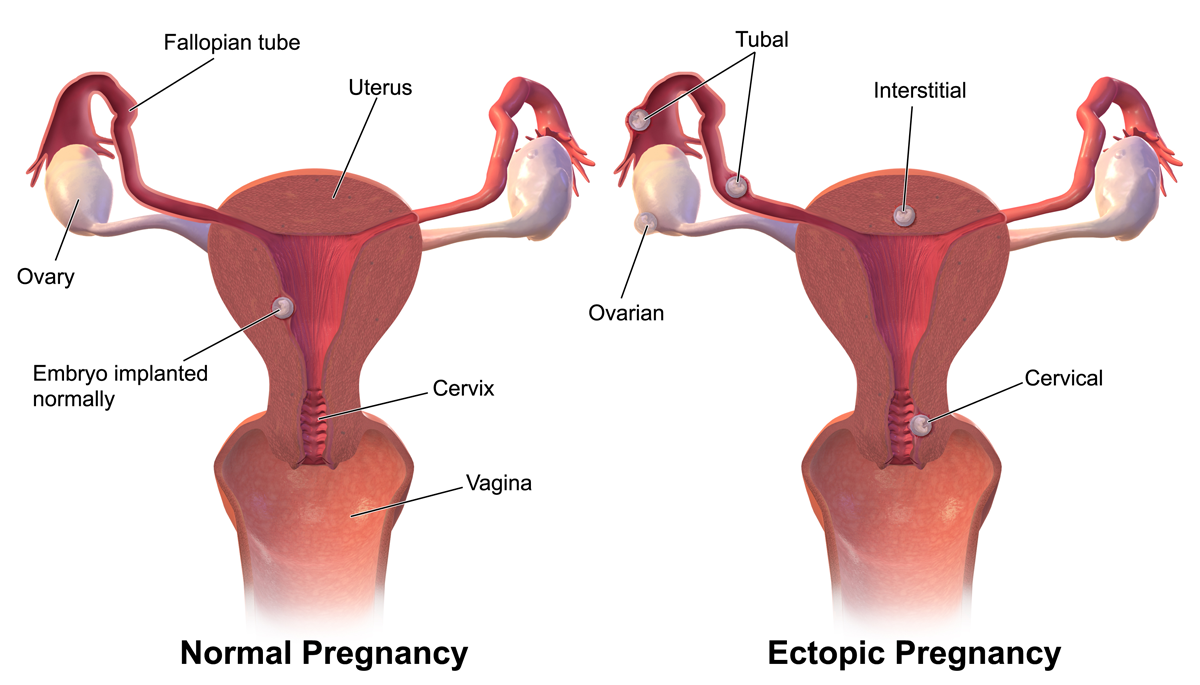
Los embarazos ectópicos pueden provocar diversas complicaciones durante el embarazo, incluidos el aborto espontáneo y la muerte fetal.

El embarazo es el desarrollo de un embrión o feto dentro del útero de una mujer durante un período aproximado de 9 meses o 40 semanas desde el último período menstrual hasta el nacimiento. Se divide en tres trimestres, cada uno con una duración de aproximadamente 3 meses. El primer trimestre es cuando el embrión en desarrollo se convierte en feto, los órganos comienzan a desarrollarse, las extremidades crecen y aparecen los rasgos faciales. El segundo y tercer trimestre están marcados por una cantidad significativa de crecimiento y desarrollo funcional del cuerpo. Durante este tiempo, el cuerpo de la mujer sufre una serie de cambios y pueden surgir muchas complicaciones que involucren al feto, a la madre o ambos.
- Hipertensión. El feto en desarrollo se agranda en el útero de la madre, ejerciendo presión sobre las arterias y la vasculatura de la madre. Esto provoca una reducción del flujo sanguíneo y un aumento sistémico de la presión arterial. Si la madre tenía presión arterial alta antes y después del embarazo, se considera hipertensión crónica; si ocurre después de las 20 semanas de gestación o embarazo, es hipertensión gestacional. Una madre previamente hipertensa que muestra signos de hipertensión gestacional puede provocar preeclampsia, un caso más grave que puede ser perjudicial para la madre y el feto en desarrollo[34]
- Diabetes gestacional. Los niveles apropiados de azúcar en sangre se mantienen típicamente mediante la secreción de insulina del páncreas.[35] Durante el embarazo, la placenta que rodea al feto en desarrollo produce hormonas que pueden inhibir la acción de la insulina, evitando que disminuya el azúcar en sangre de la madre. Ocurre principalmente en la segunda mitad del embarazo y puede causar un peso excesivo al nacer, un parto prematuro y poner al niño en mayor riesgo de diabetes tipo II.[36]
- Trabajo de parto prematuro. El parto del bebé antes de las 37 semanas de embarazo se considera prematuro.[37] Esto puede causar una variedad de problemas con el niño, incluyendo vísceras (órganos) subdesarrollados, discapacidades del comportamiento o del aprendizaje, bajo peso al nacer y problemas respiratorios.[38]
- Aborto espontáneo. La pérdida del feto en desarrollo antes de las 20 semanas de embarazo. Las causas comunes pueden estar relacionadas con anomalías cromosómicas (composición genética anormal) del feto, pero también pueden incluir embarazo ectópico, edad materna y otros factores.[39]
- Muerte fetal. La pérdida del feto en desarrollo después de las 20 semanas de embarazo. Puede deberse a una variedad de razones que incluyen anomalías cromosómicas, problemas de desarrollo o problemas relacionados con la salud de la madre.
- Hiperemesis graviderum.[40] Náuseas agudas y persistentes durante el embarazo que no desaparecen después del primer trimestre. A diferencia de las náuseas matutinas, que son más comunes y menos graves.[41]

### Complicaciones respiratorias

#### Faringitis estreptocócica

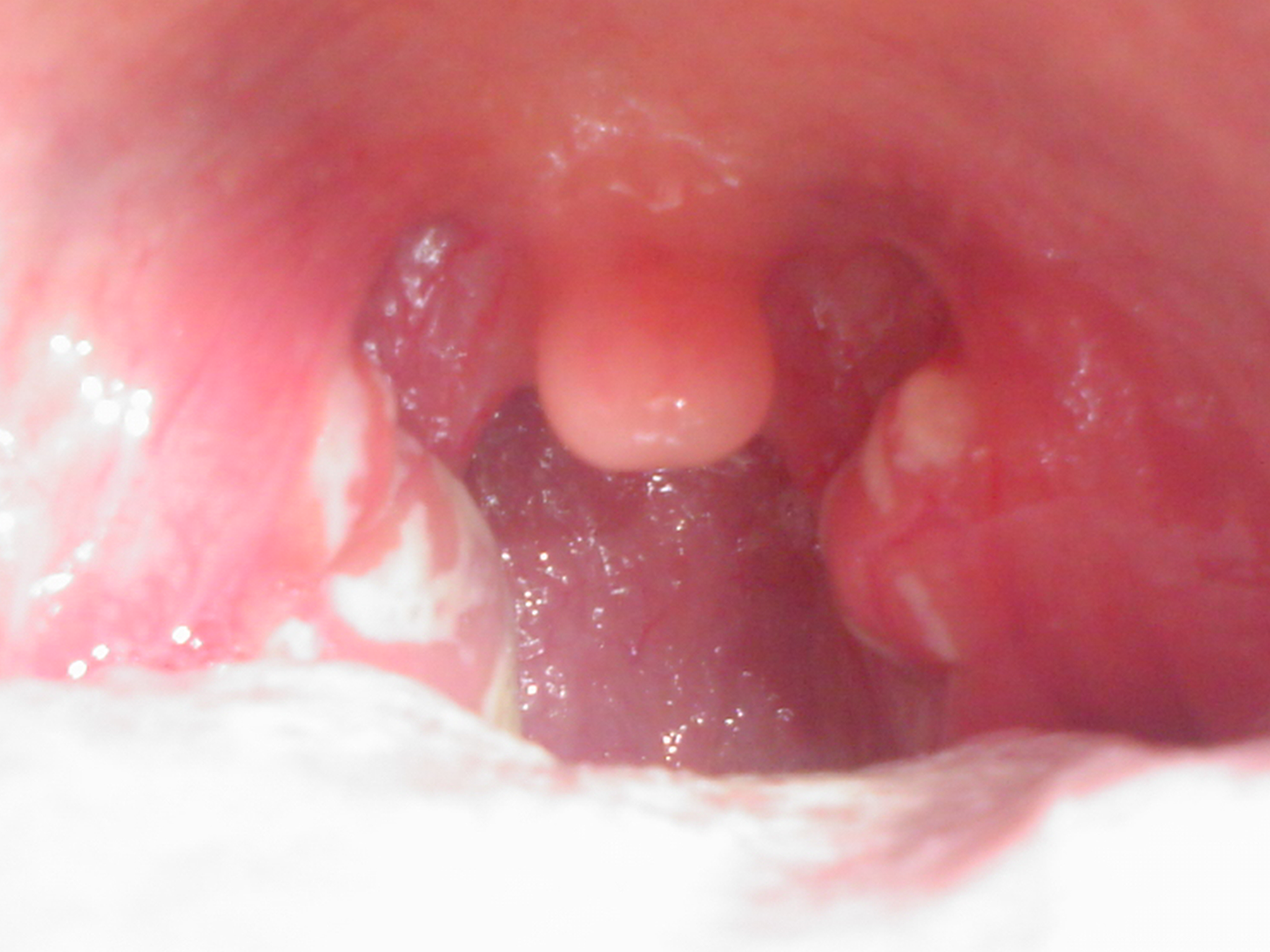
Exudados blancos en la parte posterior de la boca, una manifestación de faringitis estreptocócica.

La faringitis estreptocócica, también conocida como faringitis estreptocócica, es una infección del tracto respiratorio causada por estreptococos del grupo A, Streptococcus pyogenes, una bacteria grampositiva, cocos, beta-hemolítica (lisis de células sanguíneas). Se transmite principalmente por contacto directo y la transferencia de líquidos a través de secreciones orales u otras y se manifiesta principalmente en niños. Los síntomas comunes asociados con la faringitis estreptocócica incluyen dolor de garganta, fiebre, excreciones blancas en la parte posterior de la boca y adenopatía cervical (ganglios linfáticos inflamados debajo del mentón y alrededor del área del cuello). La faringitis estreptocócica puede conducir a diversas complicaciones y la infección recurrente puede aumentar la probabilidad. En muchos de ellos, la falta de tratamiento y la respuesta inmunitaria del organismo son responsables de las reacciones adversas adicionales. Estos incluyen: 
- Escarlatina.[47] Además de los síntomas de la faringitis estreptocócica, las personas pueden experimentar un aumento de sarpullido rojo, aumento del tono rojo y lengua de fresa. La erupción prominente generalmente desaparece después de unos días y puede pelarse durante algunas semanas.[48] El tratamiento es el mismo que para la faringitis estreptocócica.[49]
- Fiebre reumática. La fiebre reumática generalmente se desarrolla unas semanas después de que los síntomas de la faringitis estreptocócica hayan desaparecido y es menos probable que se desarrolle si se administra un tratamiento inmediato (antibióticos).[45] Los síntomas típicos pueden incluir poliartritis (dolor articular temporal en múltiples áreas), carditis o dolor en el pecho, erupción cutánea, nódulos subcutáneos y espasmos involuntarios. Se cree que la fiebre reumática es el resultado de una reacción autoinmune a varios tejidos del cuerpo que son similares a las toxinas producidas por Streptococcus pyogenes. La fiebre reumática puede provocar complicaciones más graves del corazón, como la cardiopatía reumática.[50]
- Glomerulonefritis. Inicio de daño renal que puede presentarse unas semanas después de la infección por estreptococos. En lugar de ser un resultado directo de una infección en los riñones, se cree que es causado por una respuesta inmune hiperactiva. Los síntomas pueden incluir sangre o proteínas en la orina, hipertensión y reducción de la producción de orina. Puede provocar más daño renal en el futuro.[51]
- Otitis media. Infección del oído medio.[52]
- Meningitis. Infección de las meninges del sistema nervioso central (cerebro y médula espinal) que produce hinchazón. Los síntomas varían y difieren entre adultos y niños, pero pueden incluir dolores de cabeza, fiebre, rigidez en el cuello y otros problemas relacionados con la neurología. El tratamiento temprano es importante para prevenir complicaciones más graves.[53]
- Síndrome de choque tóxico. Una reacción severa del cuerpo a las toxinas producidas por varias bacterias como Streptococcus pyogenes.[54] Es el resultado de una respuesta hiperactiva del sistema inmunológico y puede causar hipotensión, fiebre y, en casos más graves, insuficiencia orgánica.[55]

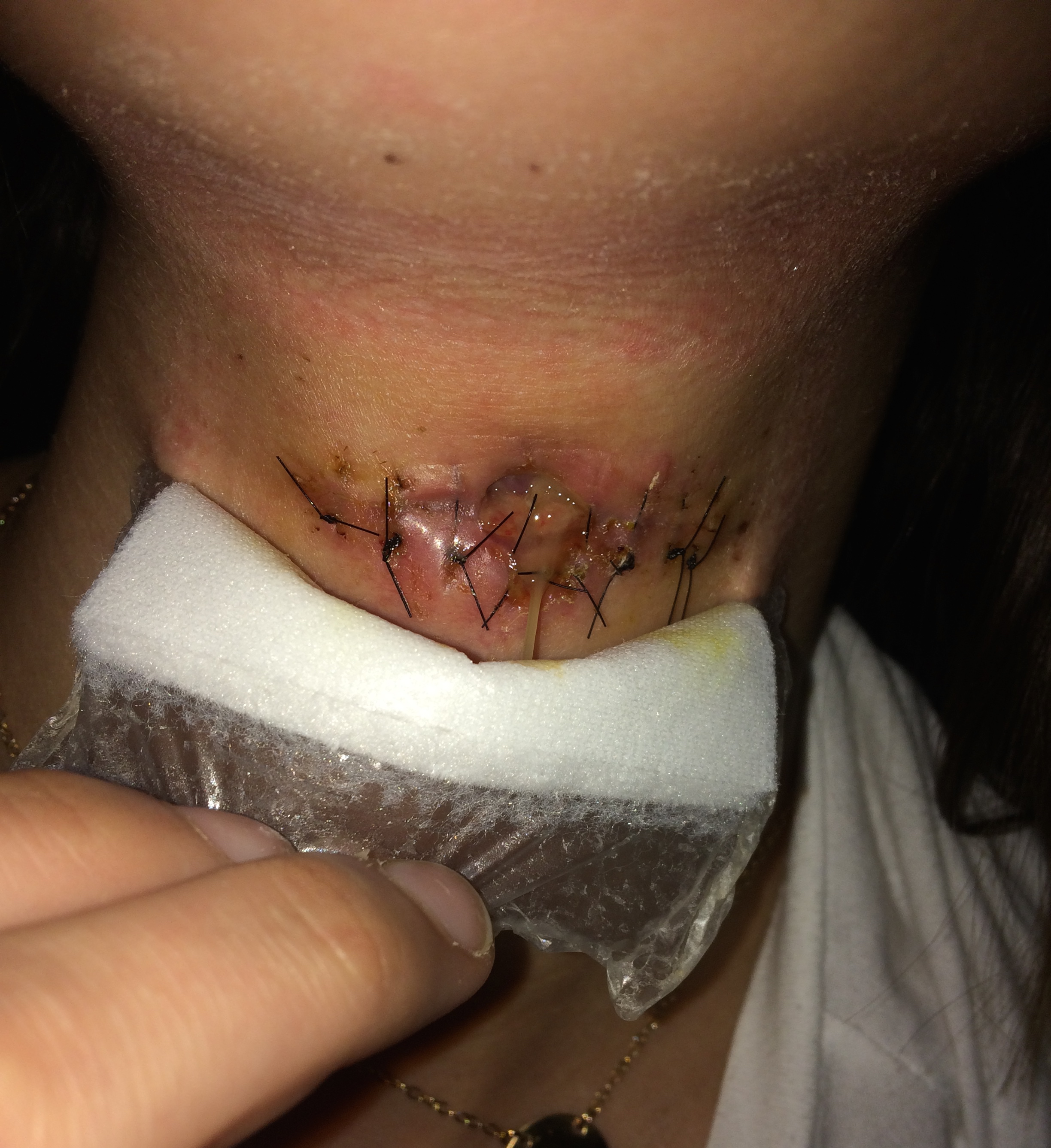
Imagen de una infección del sitio quirúrgico causada por suturas

### Complicaciones quirúrgicas/de procedimiento
- La fiebre puerperal fue una complicación común del parto, que contribuyó a la alta mortalidad de las madres antes del advenimiento de la antisepsia y los antibióticos.[56]
- Disfunción eréctil e incontinencia urinaria que pueden seguir a una prostatectomía.[57][58]
- La hipertermia maligna puede ser una reacción a los anestésicos generales, como complicación de una cirugía.[59]
- Las costillas y el esternón fracturados pueden ser una complicación de los intentos de reanimación cardiopulmonar.[60]

### Otros ejemplos de complicaciones
- La sepsis (infección de la sangre) puede ocurrir como una complicación de una infección bacteriana, viral o micótica.[61]
- El aborto espontáneo es la complicación más común del embarazo temprano.[62]
- El eccema vaccinatum es una complicación poco común y grave de la vacunación contra la viruela[63] en personas con eccema.

## Otras lecturas
- Coventry, Brendon J (2014). Surgery: Complications, Risks and Consequences. Book series, seven volumes. Springer.
- Mulholland, Michael W.; Doherty, Gerard M. (2006). Complications in Surgery.. Lippincott Williams and Wilkins. ISBN 978-0-7817-5316-6.
- Gawande, Atul (2002). Complications: A Surgeon's Notes on an Imperfect Science. Macmillan.

- Datos: Q1346149
- Multimedia: Complications (medical) / Q1346149